# American Truck Simulator
American Truck Simulator ( ATS ) este un joc de simulare pentru afaceri și vehicule din 2016 dezvoltat de compania cehă SCS Software.Se regaseste doar pe platforma "Steam". Disponibil pe Windows, Linux și IOS. Succesorul spiritual al 18 Wheels of Steel . A fost anunțat pentru prima dată ca fiind în dezvoltare în septembrie 2013 și prezentat la Electronic Entertainment Expo 2015 (E3 2015). Jocul a fost lansat pe 2 februarie 2016.
American Truck Simulator este un simulator de conducere a camioanelor cu elemente de management de afaceri. În joc, jucătorii conduc camioane agățate de remorci și livrează încărcături într-o locație desemnată pentru a fi compensați cu bani și puncte de experiență. Sarcina actala trebuie să fie livrată rapid la destinație într-un interval de timp dat și cu cea mai mică cantitate de daune aduse mărfurilor, pentru a netifica cât mai mulți bani și puncte de experiență posibile.
Banii din joc, după ce au fost câștigați, pot fi folosiți pentru a achiziționa mai multe camioane și modernizări estetice, mecanice și structurale asociate, pentru achiziționarea de combustibil și reparații pentru camioanele respective, pentru a lua și rambursa împrumuturi de la o bancă, precum și pentru a angaja șoferi și pentru a cumpăra. Garaje pentru casă și bazându-le. De asemenea pentru a achiziționa remorci pentru companie. Suma de bani și punctele de experiență câștigate sunt proporționale pe durata livrării la distanță parcursă, precum și tipul de mărfuri transportate. Atunci când livrează bunuri, jucătorii își pot folosi propriul camion achiziționat personal sau pot folosi unul furnizat de o companie din joc. Atunci când livrați bunuri folosind un camion furnizat de flotă, reparațiile și alte costuri sunt plătite de către companie, mai degrabă decât din fondul de fond al jucătorului. Punctele de experiență pot fi acumulate și utilizate pentru a obține beneficii, ceea ce îmbunătățește jucătorul
Pe lângă conducerea și livrarea mărfurilor, jucătorul poate gestiona și o afacere de camionetă cu șoferi angajați și proprietăți deținute. Șoferii angajați vor efectua livrări pe cont propriu, plătind banii jucătorului. Cu cât șoferii sunt angajați mai mult, cu atât vor deveni mai iscusiți, crescând astfel suma de bani pe care o câștigă din fiecare livrare. Jucătorul poate antrena fiecare șofer pentru a se concentra pe o anumită zonă a conducerii sale, care poate fi îmbunătățită. Spre deosebire de Euro Truck Simulator 2 , jocul dispune de stații de cântărire , unde jucătorii trebuie să se oprească la o stație de greutate desemnată pentru a determina greutatea încărcăturii înainte de a trece (deși jocul le va permite uneori să ocolească stația, dar evitând-o în mod deliberat). va avea ca rezultat primirea unei amenzi).
Jocul a început la lansare cu statele americane California și Nevada și s-a extins de acolo, Arizona fiind adăugată în iunie 2016 ca o actualizare majoră. Statele americane New Mexico și Oregon au fost puse la dispoziție, sub formă de DLC plătit , în noiembrie 2017, respectiv în octombrie 2018. Washington (stat) este cel mai recent stat, a fost lansat pe 11 iunie 2019. Utah a fost anunțat pe 4 iulie 2019, urmând să fie lansat cândva în noiembrie. SCS Software va fi adăugat mai multe state americane și potențialele părți din Mexic sau Canada în viitor. Urmează în continuare și alte DLC pentru joc în următorii ani.